# Снегурочка (мультфильм, 1952)
«Снегурочка» — советский рисованный мультипликационный фильм 1952 года по мотивам одноимённой пьесы А. Н. Островского на музыку Н. А. Римского-Корсакова в обработке Л. А. Шварца. Пятый полнометражный мультфильм студии «Союзмультфильм».
Демонстрировался в кинотеатрах. Один из первых советских фильмов, выпущенных на видео в начале 1980-х годов.

## История создания
В первой половине 1950-х годов студия «Союзмультфильм» выпускает известные фильмы «классического» направления — преимущественно детские, часто основанные на применении «эклера» (ротоскопа). В этот период сняты такие знаменитые ленты, как «Сказка о рыбаке и рыбке» (1950) и «Каштанка» (1952) М. М. Цехановского, «Снегурочка» (1952) И. П. Иванова-Вано и др. В «Снегурочке» был использован предложенный В. А. Никитиным новаторский художественный приём — применение люминесцентных красок.

## Сюжет
Заканчивается зима. Леший видит на небе стаю птиц и залезает в дупло, чтобы проспать там некоторое время. Появляется Весна и птицы бросаются в пляс. Дед Мороз прерывает это действие и говорит Весне, что отправляется на Север.
Но что же делать с его дочкой Снегурочкой? Её ледяное сердце никогда не знало ни простых человеческих радостей, ни любви, но однажды она, услышав песни пастуха Леля, захотела остаться в царстве Берендея.
Деду Морозу это не нравится и он приказывает проснувшемуся на миг Лешему приглядывать за Снегурочкой. Родители Снегурочки исчезают. Толпа берендеев празднует окончание Масленицы. Ледяная девушка знакомится с Бобылём и его женой и прощается с лесом и его жителями.
Проходит время. В Снегурочку, которая на тот момент жила у Бобыля, влюбился жених её лучшей подруги Купавы Мизгирь. При этом Лель вначале развлекает Снегурочку песнями и игрой на дудке, а затем уходит к девушкам, что расстраивает дочь Деда Мороза и Весны. Разочарованная из-за любви Мизгиря к Снегурочке Купава решает утопиться в реке, однако Лелю удаётся её остановить.
В своём дворце старый царь Берендей обсуждает с боярином по имени Бермята сложившуюся в его царстве из-за гнева Солнца — Ярило ситуацию и узнаёт от Купавы про её сердечную проблему. Далее во время народного суда царь узнаёт от Мизгиря про его любовь к Снегурочке и принимает решение — изгнать жениха Купавы. В сопровождении своих приёмных родителей Снегурочка приходит во дворец и удивляет старого Берендея незнанием того, что такое любовь. Тогда царь говорит, что тот, кто пробудит любовь у Снегурочки, будет первым гостем на устраиваемом в лесу празднестве. Происходит народный праздник, в котором принимает активное участие Бобыль, что не нравится Лешему.
Нужно было Лелю выбрать, кого из девушек он хочет взять себе в невесты и в жёны. Тут Лель понимает, что Снегурочка ему не нравится, зато он влюбился в её подругу Купаву. Подруга Снегурочки рада этому. Они целуются. Снегурочка, не в силах видеть поцелуй пастуха со своей подругой и убегает в лес. Мизгирь бросается в погоню, но сталкивается с Лешим. Снегурочка во время встречи с Весной получает любовный дар, что радует Мизгиря, однако Снегурочка вскоре тает из-за солнечных лучей. Мизгирь с горя бросается в обрыв на берегу речки. Празднуется веселье, во время которого царь говорит, что Ярило из-за смерти Снегурочки сменило гнев на милость. Лель и Купава теперь навеки вместе. Они сожалеют о смерти Снегурочки и утешаются только тем, что они живы и любят друг друга.
В эпилоге народ в песенной форме благодарит Ярило.

## Создатели
- Сценарий: Олега Леонидова, Ивана Иванова-Вано, Александры Снежко-Блоцкой
- Постановка: Ивана Иванова-Вано
- Режиссёр: Александра Снежко-Блоцкая
- Художники-постановщики: Лев Мильчин, Виктор Никитин, Надежда Строганова
- Музыка: Николая Римского-Корсакова
- Музыкальная редакция и дополнения: Льва Шварца
- Оператор: Николай Воинов
- Второй оператор: Елена Петрова
- Звукооператор: Николай Прилуцкий
- Художники комбинированной съёмки: Николай Фёдоров, Владимир Пекарь
- Ассистенты художников-постановщиков: Лана Азарх, Юрий Прытков
- Ассистенты режиссёров: В. Свешникова, Татьяна Фёдорова, Вера Шилина
- Художники-мультипликаторы: Владимир Арбеков, Елизавета Комова, Михаил Ботов, Валентин Лалаянц, Борис Бутаков, Константин Малышев, Роман Давыдов, Константин Никифоров, Владимир Данилевич, Надежда Привалова, Вадим Долгих, Лидия Резцова, Фаина Епифанова, Борис Савков, Григорий Козлов, Татьяна Фёдорова, Вячеслав Котёночкин, Константин Чикин, Роман Качанов
- Художники-декораторы: Вера Валерианова, Ирина Светлица, Галина Невзорова, Ольга Геммерлинг, Елена Танненберг, Ирина Троянова
- Монтажница: Нина Майорова
- Арии исполняли:
  - Вероника Борисенко — Лель
  - Ирина Масленникова — Снегурочка/Купава
  - Вениамин Шевцов — Бобыль
  - Леонид Ктиторов — Мороз
- Роли озвучивали:
  - Николай Боголюбов — Мороз
  - Маргарита Куприянова — Снегурочка/Купава
  - Анастасия Зуева — Бобылиха
  - Георгий Милляр — Леший
  - Георгий Вицин — Царь Берендей
  - Леонид Пирогов — Бермята
  - Владлен Давыдов — Мизгирь
- Танцы поставлены: Владимиром Бурмейстером
- Оркестр Министерства кинематографии СССР
  - дирижёр: Василий Небольсин. Хор — Государственного Академического Большого театра СССР
- Директор картины: Борис Чекалов

## Отзывы
В следующих своих фильмах — «Сказка о мёртвой царевне и о семи богатырях» (1951) по Пушкину, «Снегурочка» (1952), полнометражной рисованной картине по пьесе Островского, с использованием музыки Римского-Корсакова, «Двенадцать месяцев» (1956) по Маршаку — режиссёр Иванов-Вано продолжает искать воплощение своих замыслов в сочетании тем, образов, языка, стиля большой литературы с изобразительной и музыкальной драматургией, лежащей в основе сказочной мультипликационной фантастики. При этом важно отметить, что гармоничное сложение трёх потоков — традиционных национально-изобразительных мотивов, классической музыки и литературы — как бы помножено на современное мировосприятие художника, на гражданственность и гуманизм, составляющие суть его творческой позиции.— Асенин С. В.

На протяжении нескольких десятилетий неустанно разрабатывает Иванов-Вано великолепный, сверкающий и неистощимый пласт русской сказки. Сказки народной и сказки литературной, близкой по духу народной… В «Сказке о царе Дурандае» мы находим как бы запев русской темы Иванова-Вано. Темы, которой так или иначе не минует большинство его фильмов. Она прозвучит в коротенькой «Зимней сказке» — поэтической фантазии, сотканной из снега и наивных волшебств рождественского леса, положенных на музыку П. И. Чайковского; блёстками засверкает в «Коньке-Горбунке», триумфально обошедшем весь мир; в той или иной мере отразится в «Гусях-лебедях», в «Сказке о мёртвой царевне и о семи богатырях», в «Снегурочке» и в «Двенадцати месяцах»…— Абрамова Н.